# Шанин, Африкан Сидорович
Африкан Сидорович (Исидорович) Шанин (1839—1911) — русский художник и педагог, один из первых профессиональных художников Перми; основатель первой частной школы рисования в Перми.

## Биография
Родился в 1839 году в Пермской губернии.
Живописи учился в Перми у портретиста А. У. Орлова, затем — в Императорской Академии художеств в Петербурге (1858—1867). В 1866 году за свой этюд был награждён серебряной медалью. Окончил Академию со званием свободного художника портретной живописи и правом занятия должности учителя рисования в гимназии. В 1872—1911 годах Шанин преподавал рисование в мужской гимназии и других учебных заведениях Перми. В 1875 году открыл в своей квартире класс рисования и живописи для желающих учиться искусству, из которого пять учеников поступили в Академию художеств.
В августе 1886 года Африкан Сидорович обратился в Совет Академии художеств с просьбой открыть в Перми рисовальную школу по собственной программе. Прошение было одобрено и Академия оказала содействие в приобретении учебных пособий для школы. Школа была открыта 18 ноября 1888 года в доме И. И. Малюшкина на Торговой (ныне Советской) улице. Учениками школы были жители Перми, некоторые из них стали известными художниками: А. Н. Зеленин, И. И. Туранский, А. В. Каплун. Школа просуществовала до 1910 года и сыграла существенную роль в развитии художественной культуры города.
Наряду с работой в школе, продолжал писать, экспонировал свои работы на местных выставках (1902, 1907). К VII археологическому съезду в Ярославле, состоявшемся в 1887 году, он проиллюстрировал исследования А. А. Дмитриева «Ссылка боярина Михаила Романова в Чердынский край в 1601 г.» и «Ныробские древности».
Кроме преподавательской деятельности Шанин занимался и общественной — был одним из учредителей и членом Пермского общества любителей живописи, ваяния и зодчества.
Умер 15 апреля 1911 года в Перми, был похоронен на Егошихинском кладбище. Его дочь Марина также была художницей.
Художественное наследие Африкана Сидоровича Шанина хранится в Пермской государственной художественной галерее и Пермском областном краеведческом музее. Это — портреты преподавателей гимназии М. А. Афанасьева и К. П. Бортнякова, портрет дочери — М. А. Шаниной, пейзаж рек Камы и Чусовой.